# Beli pas
Beli pas je oznaka stopnje znanja borilnih veščin.

## Judo

### Prvi pas pri judu
9. kju je prvi pas pri judu. Zanj ni potrebno opravljati nobenih izpitov. Po enem letu lahko opravljamo izpit za rumeni pas, lahko pa tudi že po pol leta za belo-rumeni pas.

## Beli božanski pas
Pri japonski mitologiji velja prepričanje, da pri borilni veščini judo obstaja še en pas, ki je nad rdečim. Imel naj bi ga lahko le bog. V današnjem svetu izpitov za takšen pas ni.